# Берти, Монтегю, 6-й граф Абингдон
Монтегю Берти, 6-й граф Абингдон (англ. Montagu Arthur Bertie, 7th Earl of Abingdon; 19 июня 1808 — 8 февраля 1884) — британский пэр и политик. Он носил титул учтивости — лорд Норрейс с 1808 по 1854 год.

## Происхождение и образование
Родился 19 июня 1808 года на Мейфэре, Лондон. Старший сын Монтегю Берти, 5-го графа Абингдона (1784—1854), и его первой жены Эмили Гейдж, пятой дочери генерала достопочтенного Томаса Гейджа.
Монтегю Берти получил образование в Итонском колледже и Тринити-колледже в Кембридже, где он окончил колледж со степенью магистра искусств в 1829 году. В 1834 году он получил степень доктора гражданского права в Оксфордском университете.

## Карьера
Лорд Норрейс был произведен в лейтенанты в 1-й полк Оксфордширской йоменской кавалерии в июле 1827 года . Он был повышен до капитана в декабре 1830 годаи до майора в апреле 1847 года. Он вышел в отставку в мае 1855 года.
Монтегю Берти заседал в Палате общин Великобритании от Оксфордшира (1830—1831, 1832—1852) и Абингдона (1852—1854).
16 октября 1854 года после смерти своего отца Монтегю Берти унаследовал титулы 6-го графа Абигдона и 10-го лорда Норрейса, став членом Палаты лордов Великобритании.
С 1854 по 1881 год — лорд-лейтенант Беркшира.
В 1876 году он продал поместье Дорчестер сэру Джону Кристоферу Уиллоуби, 5-му баронету.

## Семья
7 января 1835 года Монтегю Берти женился на Элизабет Лавинии Энн Харкорт (1816 — 16 октября 1858), единственной дочери своего коллеги-депутата Джорджа Гренвиля Харкорта и леди Элизабет Бингэм. Они жили в аббатстве Уайтхэм в Беркшире (ныне Оксфордшир) и имели девять детей:
- Монтегю Берти, 7-й граф Абингдон (13 мая 1836 — 10 марта 1928), старший сын и преемник отца.
- Леди Элизабет Эмили Берти (1838 — 4 мая 1923)
- Леди Лавиния Луиза Берти (1843 — 5 июля 1928), в 1883 году она вышла замуж за политика Роберта Бикерстета, от брака с которым детей у неё не было
- Фрэнсис Берти, 1-й виконт Берти из Тейма[англ.] (17 августа 1844 — 26 сентября 1919)
- Достопочтенный Альберик Эдвард Берти (14 ноября 1846 — 20 марта 1928), в 1881 году он женился на леди Кэролайн Макдоннелл, дочери Марка Макдоннелла, 5-го графа Антрима
- Леди Фрэнсис Эвелин Берти (1848 — 29 августа 1929), монахиня
- Подполковник Джордж Обри Вере Берти (2 мая 1850 — 8 ноября 1926), в 1885 году он женился на Харриет Фаркухар, дочери сэра Уолтера Фаркухара, 3-го баронета
- Достопочтенный лейтенант Чарльз Клод Берти (31 августа 1851 — 4 сентября 1920), он женился на Аделаиде Берроуз, не имевшей детей, дочери преподобного Джереми Берроуза и Плезанс Престон[10].
- Полковник Достопочтенный Реджинальд Генри Берти (26 мая 1856 — 15 июня 1950), женился на леди Эми Кортни, дочери Генри Кортни, лорда Кортни.

Лорд Абингдон скончался в Мейфэре, Лондон, в 1884 году, и его титулы унаследовал его старший сын Монтегю. Он оставил часть своих поместий в Оксфордшире (усадьбы Тейм, Норт-Уэстон, Бекли и Хортон-кум-Стадли) своему второму сыну Фрэнсису.
Перед смертью он владел 21 000 акров земли, в основном в Оксфордшире, Беркшире и Ланкашире.